# Servants of the Apocalyptic Goat Rave
Servants of the Apocalyptic Goat Rave is een elektronische muziekgroep, bestaande uit Illkid (Sickboy) en Pagan Bacchus (Bong-Ra). Ze maken breakcore en hardcore.

## Discografie
- 2006 Servants Of The Apocalyptic Goat Rave, Sublight Records
- 2005 Untitled, Still Raven
- 2006 Blood Of Three Virgins / Demonic Sales Of Salvation, Russian Roulette Recordings